# Aplocera duplicata
Aplocera duplicata är en fjärilsart som beskrevs av Fabricius 1775. Aplocera duplicata ingår i släktet Aplocera och familjen mätare. Inga underarter finns listade i Catalogue of Life.